# Réservoir Ossokmanuan
Le réservoir Ossokmanuan (innu-aimun : Ushiku-manauan) est un réservoir situé dans le centre-est de la péninsule du Québec-Labrador, au Labrador, dans la province canadienne de Terre-Neuve-et-Labrador.

## Géographie

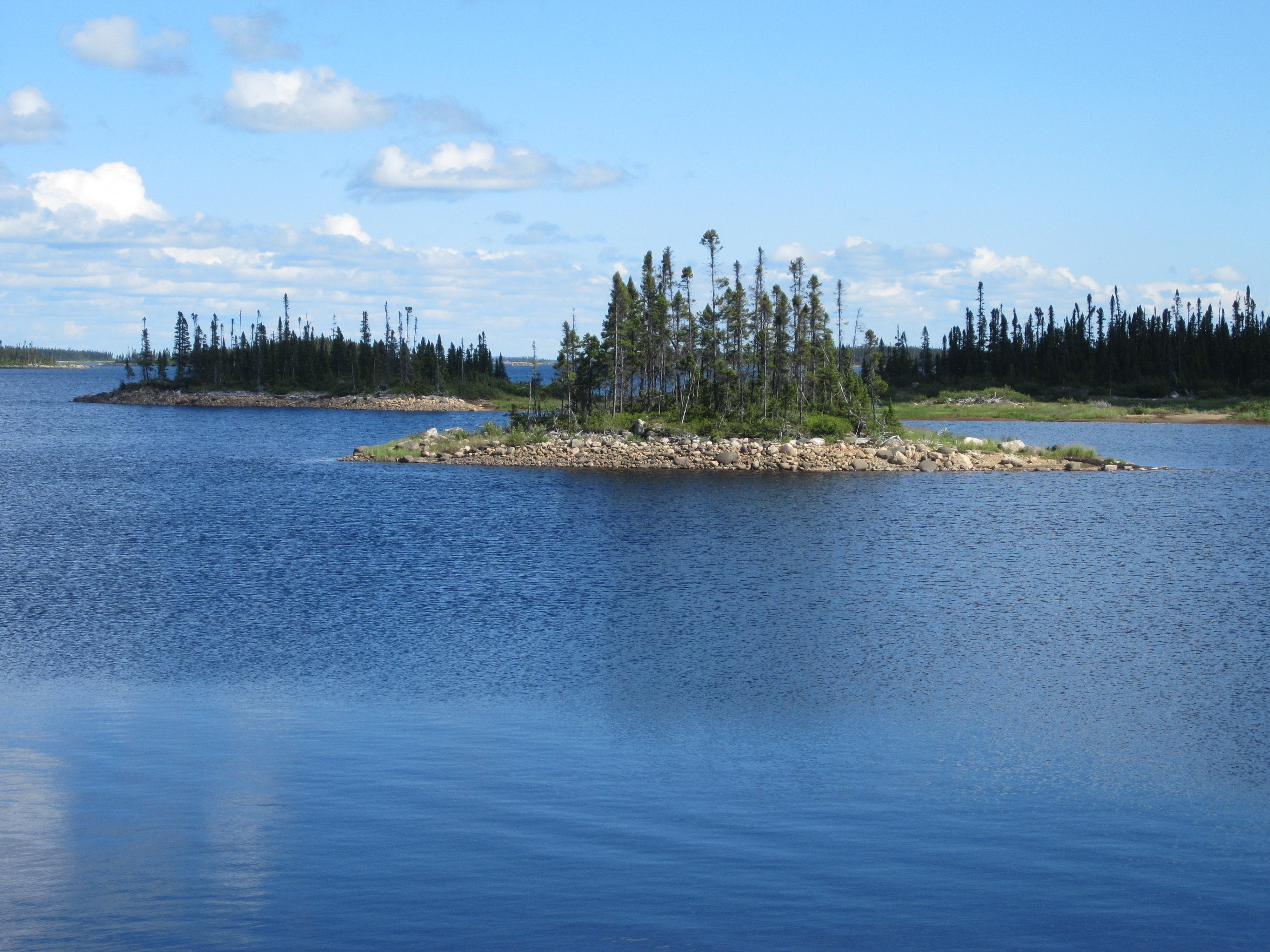
Réservoir Ossokmanuan

Le réservoir Ossokmanuan a été créé par la construction de plusieurs digues dans les années 1960-1963. Les lacs Ossokmanuan (partie sud-est du réservoir) et Gabbro (partie nord-ouest du réservoir), qui étaient situés sur le cours inférieur de la rivière Atikonak, ont été alors inondés pour former un seul réservoir.
Le réservoir Ossokmanuan s'étend sur une superficie d'environ 650 km². Le niveau d'eau est à environ 475 mètres d'altitude, avec des fluctuations allant de 474 à 476 mètres d'altitude en mars-avril à plus de 479 mètres d'altitude entre juin et septembre en période de crue. La partie sud combinée du bassin supérieur du fleuve Churchill (comprenant notamment le bassin de la rivière Atikonak avec les lacs Joseph, Aticonac et Ossokmanuan/Gabbro) a une aire de drainage de 22 432 km².
La route Translabradorienne reliant Labrador City à Happy Valley-Goose Bay traverse le réservoir Ossokmanuan en son centre par deux ponts au-dessus de goulets de part et d'autre d'une île centrale (53° 26′ 03″ N, 65° 00′ 09″ O), au point de séparation des deux anciens lacs Ossokmanuan et Gabbro. Une ligne électrique passe au même endroit, reliant Labrador City et la centrale de Churchill Falls via l'ancienne centrale de Twin Falls.
Le réservoir Ossokmanuan alimentait à l'origine la centrale hydroélectrique de Twin Falls (53° 29′ 47″ N, 64° 31′ 01″ O) avec de l'eau qui s'écoulait dans la rivière Churchill via la rivière Inconnue (anglais : Unknown River).
L'eau s'écoulait vers la centrale hydroélectrique de Twin Falls via la structure de contrôle des eaux d'Ossokmanuan (53° 26′ 43″ N, 64° 45′ 54″ O). 
Maintenant l'eau s'écoule à travers la structure de contrôle de Gabbro (53° 45′ 33″ N, 65° 21′ 45″ O). En cas de crue, il est toujours possible de drainer l'eau via la structure de contrôle d'Ossokmanuan. L'écoulement dans le canal de connexion entre les lacs Ossokmanuan et Gabbro s'inverse et la structure de contrôle d'Ossokmanuan s'ouvre pour déverser les eaux dans le fleuve Churchill via la rivière Inconnue.

## Histoire
Le centre de la péninsule du Québec-Labrador est habité par les Naskapis depuis des siècles, mais le réservoir Smallwood a inondé plusieurs sites archéologiques.
La centrale hydroélectrique Twin Falls a été construite au début des années 1960. Cette installation, d'une capacité de 225 MW, a fourni l'énergie nécessaire aux industries de l'extraction du fer dans l'ouest du Labrador.
La puissance de Twin Falls était essentielle au développement de la centrale de Churchill Falls. L'ouvrage a aidé à aménager la zone et a fourni l'énergie nécessaire pendant la phase de construction du projet. Cependant, dans la planification, il est devenu évident qu'une plus grande efficacité dans la production d'électricité pourrait être obtenue en détournant le flux d'eau du réservoir Ossokmanuan vers le réservoir Smallwood. L'utilisation de cette eau à la centrale de Churchill Falls a permis de produire environ trois fois plus d'électricité à partir du même volume d'eau. En juillet 1974, l'usine de Twin Falls a été fermée et l'eau détournée dans le réservoir Smallwood.
La construction des grands projets hydroélectriques sur le plateau central du Labrador, en particulier la centrale de Churchill Falls et son réservoir Smallwood ont eu un impact considérable sur les Innus du Labrador